# Dawid Urbański (żołnierz)
Dawid Urbański, ang. David Urbansky wzgl. Orbansky (ur. w 1843 w Lidzbarku Welskim, zm. 22 stycznia 1897) – bohater wojny secesyjnej, odznaczony Medalem Honoru.
Dawid Urbański brał udział w bitwie pod Shiloh, która miała miejsce 6 i 7 kwietnia 1862 r. w stanie Tennessee, oraz w trwającej dziewięć miesięcy bitwie o Vicksburg (1863). Dawid Urbański za udział w wojnie domowej został odznaczony Medalem Honoru w sierpniu 1879. Zmarł mając 54 lata. Został pochowany na cmentarzu w Cincinnati w Ohio.